# TOI-2180 b
TOI-2180 b é um exoplaneta, descoberto por astrónomos amadores. Fica a 379 anos-luz da Terra, tem uma órbita de 261 dias e supoõe-se que terá 105 vezes a massa da Terra em elmenentos mais pesados que o hidrogénio e o hélio.